# Tatort: Dein Verlust
Dein Verlust ist ein Fernsehfilm aus der Krimireihe Tatort. Der vom ORF produzierte Beitrag ist die 1264. Tatort-Episode und wurde am 10. März 2024 im SRF, im ORF und im Ersten ausgestrahlt. Es ist der 57. Fall des österreichischen Ermittlers Moritz Eisner und der 33. gemeinsame Fall des Ermittlerteams Eisner/Fellner.

## Handlung
Nach seiner Geburtstagsfeier kann sich Moritz Eisner am nächsten  Tag an den Abend nicht mehr erinnern. Dann werden DNA-Spuren und Videobilder von Eisner an einem Tatort sichergestellt, die Mordwaffe in Eisners Mülltonne gefunden. Bei dem Opfer handelt es sich um den Clubbesitzer und Ex-Anwalt Otto Hübner. Eisner und Fellner ermitteln, dass ein Spezialist eine Gesichtsmaske von Eisners Gesicht erstellt hatte. Diese hatte der Mörder getragen, um den Verdacht auf Eisner zu lenken. Der Masken-Spezialist ist beim Eintreffen der Polizisten allerdings tot. Zu Erstellung der Masken wurden Fotos verwendet, die Lukas, der neue Freund von Eisners Tochter Claudia, gemacht hatte.
Die Interne Ermittlung verhaftet Eisner wegen dringenden Mordverdachts. Im Büro des Auftragskiller Falkner stellt Bibi Fellner eine Gesichtsmaske von Eisner sowie dessen gefälschten Polizeiausweis sicher. Falkner wird kurz darauf bei einem Schusswechsel mit der Polizei getötet. Sichergestellte Unterlagen des Killers deuten darauf hin, dass der Auftraggeber mit einem alten Fall von Bibi Fellner zu tun haben könnte.
Eisner wird aus der Untersuchungshaft entlassen. Bei Fellners alten Fall wurde ein Mordverdächtiger aufgrund von unzureichenden Ermittlungen und auf Anraten seines Anwalts Otto Hübner unschuldig verurteilt. Jan, der Sohn des unschuldig Verurteilten, wollte seinen Vater rächen und hatte dafür sogar eine Beziehung mit Eisners Tochter begonnen.

## Hintergrund
Der Film wurde vom 20. Februar 2023 bis zum 20. März 2023 in Wien gedreht. Das Kostümbild gestaltete Caterina Czepek, das Maskenbild Monika Puymann und Birgit Hirscher und das Szenenbild Conrad Moritz Reinhardt.

## Einschaltquoten
Die Erstausstrahlung von Dein Verlust am 10. März 2024 wurde in Deutschland von 8,87 Millionen Zuschauern gesehen und erreichte einen Marktanteil von 29,2 % für Das Erste.